# Municipio de Monroe (condado de Washington)
El municipio de Monroe (en inglés: Monroe Township) es un municipio ubicado en el condado de Washington en el estado estadounidense de Indiana. En el año 2010 tenía una población de 558 habitantes y una densidad poblacional de 5,55 personas por km².

## Geografía
El municipio de Monroe se encuentra ubicado en las coordenadas 38°43′55″N 86°4′22″O / 38.73194, -86.07278. Según la Oficina del Censo de los Estados Unidos, el municipio tiene una superficie total de 100.62 km², de la cual 99,55 km² corresponden a tierra firme y (1,06 %) 1,07 km² es agua.

## Demografía
Según el censo de 2010, había 558 personas residiendo en el municipio de Monroe. La densidad de población era de 5,55 hab./km². De los 558 habitantes, el municipio de Monroe estaba compuesto por el 98,39 % blancos, el 0,18 % eran afroamericanos, el 0,36 % eran asiáticos, el 0,36 % eran de otras razas y el 0,72 % eran de una mezcla de razas. Del total de la población el 0,54 % eran hispanos o latinos de cualquier raza.